# 사유디스

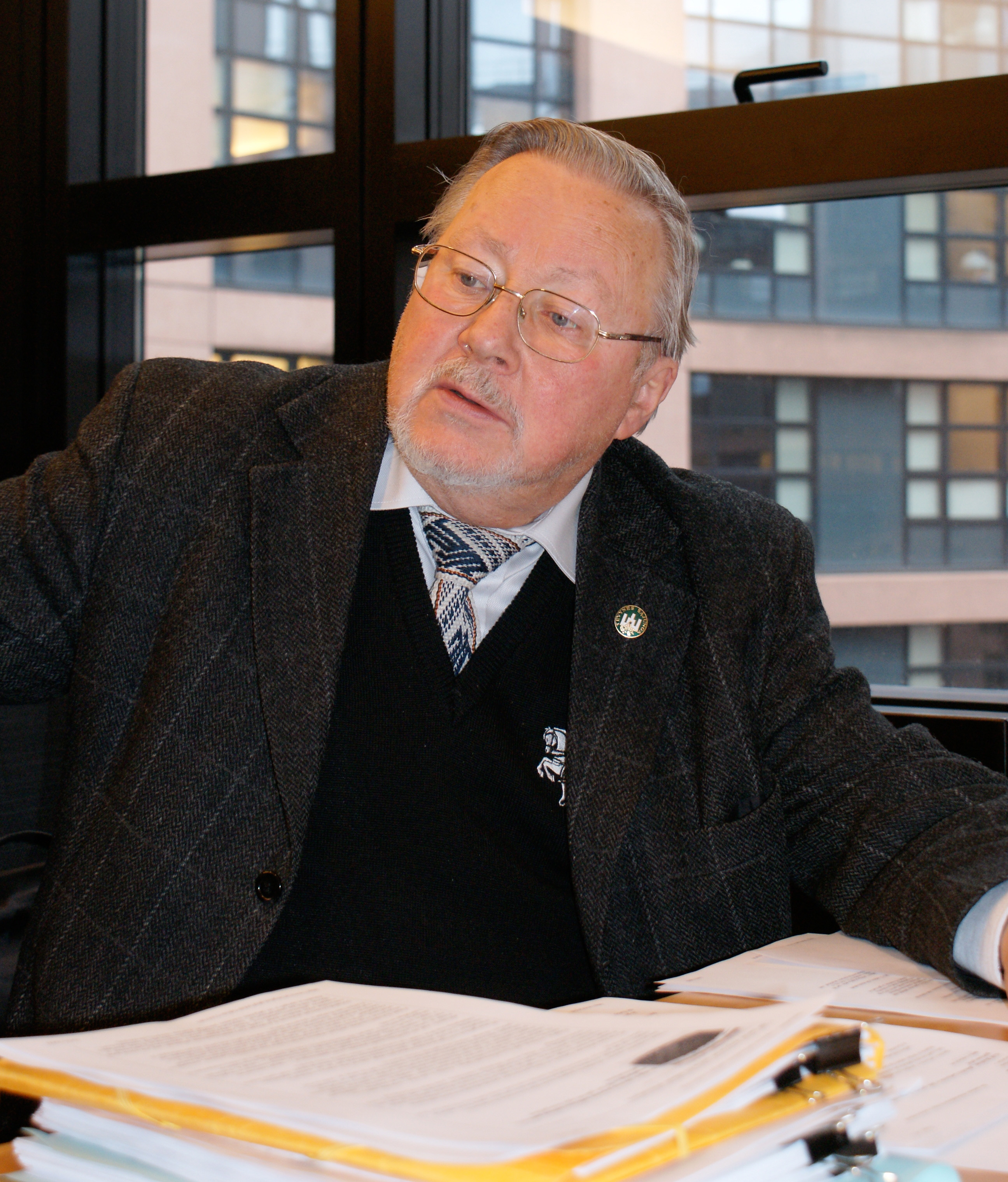
사유디스의 주도자인 비타우타스 란츠베르기스 의장

사유디스(리투아니아어: Sąjūdis, 리투아니아어로 "운동"이라는 뜻)는 1980년대 말 리투아니아에서 독립을 위해 활동하던 단체이다. 정식 명칭은 리투아니아 개혁 운동(리투아니아어: Lietuvos Persitvarkymo Sąjūdis)이다.
1988년 6월 3일에 설립되었으며 비타우타스 란츠베르기스 교수를 중심으로 만들어졌다. 리투아니아가 소련으로부터 독립하는 과정에서 큰 기여를 한 단체로 여겨진다.

## 형성과 시위
브레즈네프 불경기로 인해 동구권의 경제가 악화되던 1980년대에 리투아니아는 독립의 준비를 하고 있었다. 그리고 공산권이 무너지자, 1987년 12월 갑자기 리투아니아의 시민들이 모집되었다. 이 모집은 사유디스의 형성이었다. 갑자기 모집된 시민들은 사유디스를 만들고 1988년 1월 드디어 처음으로 시위를 일으켰다. 그리고 리투아니아 소비에트 사회주의 공화국은 이를 막을 힘이 없었다. 날로 시위가 성공하자, 그해 6월 3일, 시민들은 완전한 사유디스를 선포하였다.
사유디스는 1989년에 리투아니아에서 무려 80여번이 넘게 시위를 일으켜 끈질기게 시위하였다. 사유디스는 발트의 길, 노래 혁명 등을 주도하며 리투아니아의 독립을 이끌어나갔다. 결국 리투아니아는 1990년 3월 11일에 독립 선언을 하였고 그해 5월 11일 정부는 붕괴되었다. 1991년 소련은 리투아니아의 독립을 공식 인정하였다. 바로 독립 정신으로 무장한 시민들의 시위의 결과였다. 1990년 11월 최고평의회 선거에서 사유디스의 의장을 역임한 비타우타스 란츠베르기스 교수가 리투아니아 최고평의회의 의장(수상)으로 당선되었다.

### 독립 이후
권력을 잡은 사유디스는 경제 개발 계획을 추진하였다. 그러나 최고평의회인 리투아니아 의회와 수상 간의 충돌로 인해 계획은 계속 실패하였고 민심은 사유디스에게 등을 돌렸다. 결국 1992년 의회 선거에서 알기르다스 브라자우스카스를 비롯한 구 공산당 세력 출신 인사들이 설립한 사회민주주의 정당인 리투아니아 민주노동당이 다수당으로 선출되었다.
사유디스는 오늘날까지도 그 명맥을 이어오고 있으나, 꾸준한 지지 기반 약화로 오늘날에는 세력이 미미한 야당 세력으로 전락했다. 1990년대 초반에 리투아니아에서 가장 큰 세력이었던 사유디스는 라트비아의 라트비아 인민전선, 에스토니아의 에스토니아 인민전선과는 전혀 다른 길을 걸었다. 또한 란츠베르기스를 비롯한 일부 인사들은 중도우파 정당인 조국연합-리투아니아 기독교민주당을 설립했다.

## 같이 보기
- 에스토니아 인민전선
- 라트비아 인민전선
- 노래 혁명